# Destroy Rebuild Until God Shows
Destroy Rebuild Until God Shows, abgekürzt D.R.U.G.S., ist eine US-amerikanische Post-Hardcore-Band aus Pontiac, Michigan.

## Geschichte
Die Band war das Nachfolgeprojekt von Sänger Craig Owens nach seinem Ausscheiden bei Chiodos. Er schloss sich 2010 mit anderen Mitgliedern bekannter Bands, die sich teilweise aufgelöst oder eine Auszeit genommen hatten, zu Destroy Rebuild Until God Shows zusammen: Nick Martin von Underminded, Matt Good von From First to Last, Adam Russell von Story of the Year und Aaron Stern von Matchbook Romance. Ihr Debütalbum, betitelt nach der Abkürzung des Bandnamens D.R.U.G.S., veröffentlichten die US-Amerikaner im Februar 2011. Es erreichte auf Anhieb Platz 1 der Hard-Rock-Charts.
Im April 2012 veröffentlichte Chiodos ein Video mit dem Hinweis, dass Craig Owens der Band erneut beigetreten ist. Am darauf folgenden Tag gaben Matt Good, Nick Martin und Aaron Stern bekannt, dass sie die Band verlassen werden. Weiterhin wurde bekannt gegeben, dass Good, Martin und Stern an einem neuen Album arbeiten, jedoch nicht unter dem Namen D.R.U.G.S., da dies jetzt Craigs Projekt sei. Craig fungierte allerdings weiter als Sänger von Chiodos, und von Destroy Rebuild Until God Shows gab es kein weiteres Lebenszeichen.

## Diskografie
- 2011: D.R.U.G.S. (Sire Records)
- 2011: Live from Hot Topic (Live-EP, Sire Records)
- 2022: Destiny (Single)
- 2022: Destroy Rebuild (Velocity Records)